# Slíďák drápkatý
Slíďák drápkatý (Trochosa ruricola) je druh pavouka z čeledi slíďákovití (Lycosidae) a rodu Trochosa.

## Biologie
Slíďák drápkatý je druhem palearktické oblasti, přičemž je rozšířen od Evropy až do východní Asie, introdukován byl do Severní Ameriky. V Česku se vyskytuje skrze celé území v rámci nížin a středně položených oblastí. Jde o pavouka otevřených biotopů, jako jsou vlhké louky, okraje světlých lesů, ale i pole, úhory, sady či kulturní trávníky. Slíďák drápkatý je primárně noční lovec, přes den pak žije krypticky. S dospělci se lze setkat v průběhu celého roku, nejčastěji od května do září. V létě je možné pozorovat samice s kokony, které před vylíhnutím mláďat přenášejí upevněné ke snovacím bradavkám.

## Popis
Slíďák drápkatý je středně velký druh slíďáka, s velikostí 9–14 mm u samic a 7–9 mm u samců. Celé zbarvení včetně končetin je hnědé. Hlavohrudí se táhne světlý středový pásek, v jehož přední části se nachází typický znak pro celý rod Trochosa, dva podélné hnědavé proužky vytvářející brýlovitý vzor. Na zadečku lze pozorovat kontrastní úzkou světlou linku. Poslední článek makadel je u obou pohlaví zakončen drápkem. Tyto drápky představují jeden z determinačních znaků, avšak zvláště v případě samic je spolehlivá identifikace od jiných – jinak velmi podobných – slíďáků rodu Trochosa možná pouze na základě anatomie kopulačních orgánů.